# Cantone di Sarrebourg
Il Cantone di Sarrebourg è una divisione amministrativa dell'arrondissement di Sarrebourg.
A seguito della riforma approvata con decreto del 18 febbraio 2014, che ha avuto attuazione dopo le elezioni dipartimentali del 2015, è passato da 23 a 46 comuni.

## Composizione
I 23 comuni facenti parte prima della riforma del 2014 erano:
- Barchain
- Bébing
- Brouderdorff
- Buhl-Lorraine
- Diane-Capelle
- Harreberg
- Hartzviller
- Haut-Clocher
- Hesse
- Hommarting
- Hommert
- Imling
- Kerprich-aux-Bois
- Langatte
- Niderviller
- Plaine-de-Walsch
- Réding
- Rhodes
- Sarrebourg
- Schneckenbusch
- Troisfontaines
- Walscheid
- Xouaxange

Dal 2015 i comuni appartenenti al cantone sono i seguenti 46:
- Assenoncourt
- Avricourt
- Azoudange
- Bébing
- Belles-Forêts
- Berthelming
- Bettborn
- Bickenholtz
- Buhl-Lorraine
- Desseling
- Diane-Capelle
- Dolving
- Fénétrange
- Fleisheim
- Foulcrey
- Fribourg
- Gondrexange
- Gosselming
- Guermange
- Haut-Clocher
- Hellering-lès-Fénétrange
- Hertzing
- Hilbesheim
- Hommarting
- Ibigny
- Imling
- Kerprich-aux-Bois
- Langatte
- Languimberg
- Mittersheim
- Moussey
- Niederstinzel
- Oberstinzel
- Postroff
- Réchicourt-le-Château
- Réding
- Rhodes
- Richeval
- Romelfing
- Saint-Georges
- Saint-Jean-de-Bassel
- Sarraltroff
- Sarrebourg
- Schalbach
- Veckersviller
- Vieux-Lixheim